# Looping (2016)
Looping ist ein deutsches Filmdrama von Leonie Krippendorff aus dem Jahr 2016. Der Film feierte seine Weltpremiere beim Filmfestival Max Ophüls Preis im Januar 2016 in Saarbrücken. Der deutsche Kinostart war am 25. August 2016.

## Handlung
Leila ist 19 und ein Rummelkind. Doch zwischen Autoscooter und Zuckerwatte versteht das sensible Mädchen keiner. Nicht mal ihre beste Freundin Sarah, in die sie heimlich verliebt ist. Als eine chaotische Nacht in der Notaufnahme endet, lässt sich Leila freiwillig in eine psychiatrische Klinik einweisen. Dort teilt sie sich das Zimmer mit der schüchternen Frenja und der geheimnisvollen Ann. Obwohl die Frauen so unterschiedlich sind – Frenja ist verheiratet und Mutter einer kleinen Tochter, Ann hat sich ihr Leben lang gegen feste Bindungen entschieden – kommen sich die Drei schnell immer näher. Sie begehren sich und verlieben sich ineinander. Nachts büxen sie aus der Klinik aus, baden zusammen im Pool, ziehen feiernd durch Clubs. Leila fühlt sich auf einmal erkannt und aufgehoben.

## Hintergrund
Looping ist eine Koproduktion mit der Filmuniversität Babelsberg und stellt zugleich Leonie Krippendorffs Abschlussfilm dar.

## Kritik
„Leonie Krippendorffs Langfilmdebüt ist ein kleines, sehr stimmiges Porträt, das von starken Frauenfiguren lebt, aber auch wundervoll intim inszeniert ist. Man merkt der Künstlerin an, dass sie als Fotografin begann, komponiert sie doch Bilder von einfacher, aber prägnanter Schönheit.“